# Panorpa lintienshana
Panorpa lintienshana is een insect uit de orde van de schorpioenvliegen (Mecoptera), familie van de schorpioenvliegen (Panorpidae). De wetenschappelijke naam van de soort is voor het eerst geldig gepubliceerd door Cheng in 1952.
De soort komt voor in Taiwan.